# Rhodopidae
Rhodopidae zijn een familie van weekdieren uit de klasse van de Gastropoda (slakken).

## Taxonomie
De volgende geslachten zijn bij de familie ingedeeld:
- Helminthope Salvini-Plawen, 1991
- Rhodope Koelliker, 1847[1]
  - = Sidonia Schulze, 1854